# Oskari Heikkilä
Oskari Heikkilä, född den 18 oktober 1997, är en finländsk innebandysspelare som spelar för SC Classic och finländska landslaget.
Oskari Heikkilä har med det finländska landslaget tagit ett VM-guld, ett VM-silver och ett VM-brons samt ett silver i World Games.